# Tortula contorta
Tortula contorta är en bladmossart som beskrevs av Montagne in C. Gay 1850. Tortula contorta ingår i släktet tussmossor, och familjen Pottiaceae. Inga underarter finns listade i Catalogue of Life.